# Fiddler's Green
Fiddler's Green és una banda alemanya de música folk-rock, que barreja cançons tradicionals irlandeses o escoceses i temes escrits per ells mateixos, formada el 1990 a Erlangen. Tenen un so molt característic amb una velocitat molt ràpida, anomenada "speed folk", que recorda a grups com Flogging Molly o The Pogues, ambdues bandes els han influenciat, així com, també els grups de rock celta The Waterboys i Great Big Sea.

## Trajectòria
La banda es va formar a partir del grup indie X-Rated i el duo Willi and Albi (guitarra folk nord-americana) a principis dels anys 1990 amb Ralf "Albi" Albers, Peter Pathos i Rainer Schulz de la banda Irish Duo, que juntament amb tres membres més, van adoptar el nom de Fiddler's Green. El novembre del mateix any van participar en el festival de nouvingut Erlanger Newcomer, on aconseguiren quedar en segona posició. El 1991 la banda va afegir nous membres i més instruments. El 1992 van poder gravar el seu primer àlbum d'estudi.

## Membres
Actuals
- Ralf "Albi" Albers - cantant, Guitarra acústica, busuqui, mandolina, banjo
- Pat Prziwara - cantant, guitarra acústica i elèctrica, bouzouki, mandoline, banjo
- Tobias Heindl - violí, veus
- Stefan Klug - acordió, bodhrán
- Rainer Schulz - baix elèctric
- Frank Jooss - bateria, percussió

Antics
- Robert Oppel (1990-1991), violí.
- Eric Obst (1990-1995), bateria.
- Wolfram Kellner (1995-2000), bateria.
- Tobias Rempe (1991-1995), violí.
- Tobias Schäfer (1995-2000), violí.
- Peter Pathos (Peter Müller) (1990-2006), guitarra, mandolina, banjo, flauta.

## Compromís social

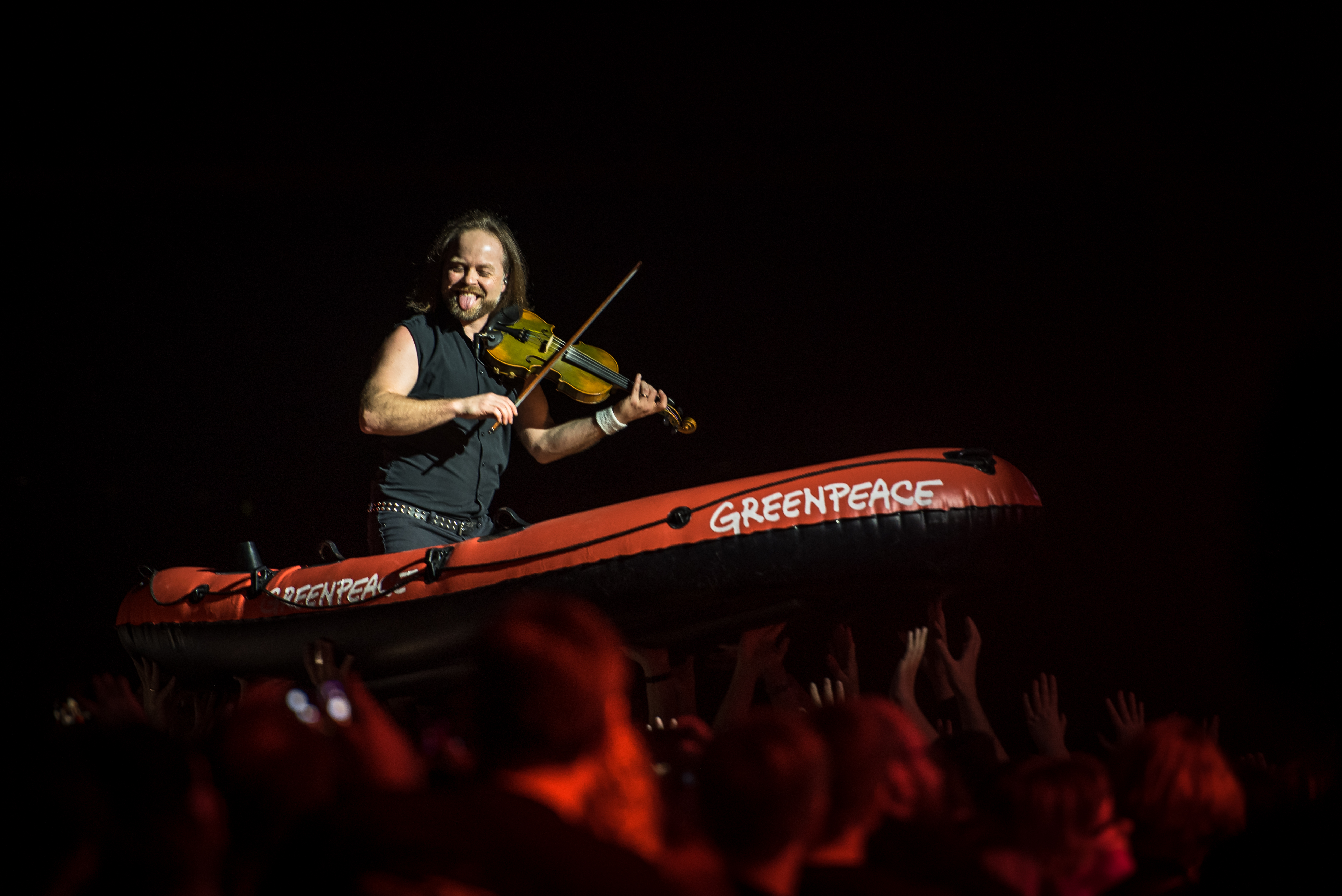
El violinista Tobias Heindl dalt d'un bot imflable de Greenpeace a Bochum el 2019.

Des del 2019, Fiddler's Green dóna suport a l'organització ecologista Greenpeace i la seva campanya de mobilitat per demanar la fi del motor de combustió i l'augment de l'expansió de la infraestructura de bicicletes i el transport públic. Amb aquesta finalitat, Fiddler's Green porta els activistes de Greenpeace amb ells a les seves gires perquè puguin informar els assistents sobre la transició del transport i recollir signatures. El 2023 van estar junts al Shamrock Castle Festival que es celebra a Bammersdorf (Eggolsheim), Alemanya.
A més, Fiddler's Green dóna suport a l'organització Schule ohne Rassismus – Schule mit Courage, que treballa amb més de 4.000 escoles a Alemanya per combatre el racisme i altres formes de discriminació a l'escola.

## Discografia
Àlbums d'estudi
| • Fiddler's Green (1992) |
| --- |
| (Indigo) 1. Fiddler's Green 2. The Creel 3. Rocky Road To Dublin 4. Days Of Yore 5. Don't Turn Away 6. Don't Come Again 7. Raggle Taggle Gypsy 8. Blarney Roses 9. O'Mahoney's Frolics etc. 10. Summer Song 11. Midnight Rambler 12. Shakin' An Egg Jig 13. Midnight Sun 14. Secret Fire 15. Annabel Lee 16. Out Of Control |

| • Black Sheep (1993) |
| --- |
| (Indigo) 1. Too Drunk 2. Straight Ahead 3. Black Sheep Rag 4. I Won't Follow You Up To Carlow 5. Hark 6. As I Roved Out 7. The Blarney F*#° Jig-Pack 8. Irish Airman 9. London 10. Stop 11. Connemara 12. The Jolly Beggar 13. Fiddler's Green II |

| • King Shepherd (1995) |
| --- |
| (Indigo) 1. Market Day 2. Crack In The Border 3. Sherwood Forrest 4. Lanigan's Ball 5. Stay By My Side 6. Rose Of Ballymore 7. Polkas 8. Tribal Dance 9. Rainbow Warrior 10. The Mermaid 11. Shamrock Busker 12. Another Ring Of Fire 13. Little Beggarman 14. Worker's Song 15. Hip Hurray 16. Haunted 17. One Way Out |

| • Make Up Your Mind (EP) (1996) |
| --- |
| (Indigo) 1. Make Up Your Mind 2. New Temptation 3. Into The Darkness 4. Don't Turn Away (Live) 5. Shamrock Busker (Live) 6. I Won't Follow You Up To Carlow (Live) 7. Midnight Rambler (Live) |

| • On and On (1997) |
| --- |
| (Indigo) 1. KMA Goodbye 2. Haughs Of Cromdale 3. Burn The Bridges 4. Jacobites 5. Shot In The Dark 6. Turn The Page 7. Matty Groves 8. Kiss U Miss U 9. The Reel Jig Bag 10. Into The Darkness 11. Profiteers 12. Star Of The County Down 13. On And On 14. Stay By My Side (Album Version '97) 15. Gospel |

| • Spin Around (1998) |
| --- |
| (Indigo) 1. Spin Around The World 2. Back Of Beyond 3. Gallant Murray 4. Wish U Well 5. Whale Song 6. Come Back 7. Count Me Out 8. What A Day 9. Never Again 10. Home 11. Break The Silence 12. Mary Mack 13. Now Or Never 14. Step It Out 15. Far Away (Bonus auf lim. Ed.) |

| • Stagebox - Live (1999) |
| --- |
| (Indigo) CD 1 1. What A Day 2. Mary Mack 3. Irish Airman 4. Whale Song 5. Make Up Your Mind 6. Captain Kennedy 7. Home 8. Back Of Beyond 9. The Reel Jig Bag 10. I Won't Follow You Up To Carlow 11. Spin Around The World (Bonus auf lim. Ed.) 12. Gallant Murray 13. Tribal Dance 14. Drive The G. S. / Keep It Up / Edmonten A. 15. Fiddler's Green 16. High Noon (almost hidden track) CD 2 1. Haughs Of Cromdale 2. Don't Come Again (Bonus auf lim. Ed.) 3. As I Roved Out 4. Dublin Streets / Irish Washer Woman 5. Jacobites 6. Profiteers (Bonus auf lim. Ed.) 7. Wish U Well 8. Hip Hurray 9. Freeman 10. Little Beggarman 11. Step It Out 12. Don't Turn Away 13. The Mermaid 14. Rose Of Ballymore 15. Rocky Road To Dublin 16. Stay By My Side 17. Blarney Roses (definitely hidden track) |

| • Another Sky (2000) |
| --- |
| (Indigo) 1. No Buts About It 2. Queen Of Argyll 3. Another Sky 4. Give Me The Time 5. Storm Inside 6. Donkey Riding 7. My Way 8. Ramblin Rover 9. Out Of The Darkness 10. Knock On Wood 11. Fall For U 12. No Need 13. The Athole Highlanders / Highroad To Linton 14. Tullochgorum 15. Burn My Fantasies |

| • Folk Raider (2002) |
| --- |
| (Indigo) 1. Bonnie Ship The Diamond 2. Don't Stand So 3. Weaver's Reel 4. Folk Raider 5. Out Of The Rain 6. The Crawl 7. Picard Jigs 8. Whiskey In The Spa 9. My Baby's Gone 10. Girls Along The Road 11. Out Of Your Life 12. Take Me To 13. Splendid Isolation 14. Tangerine 15. Special Multimedia CD-ROM Track |

| • Nu Folk (2003) |
| --- |
| (Indigo) 1. Tarry Trousers 2. Wild Life 3. Shut Up And Dance 4. Goldwatch Blues 5. Fragile 6. Johnson Boys / Cotton-Eyed Joe 7. I'll Be There 8. 1000 Million Pieces 9. NU Chicks 10. Celebrate 11. Popcorn 12. Lullaby 13. Make No War 14. Part Of It 15. Silence 16. Bonus: Jigs For Free! |

| • Celebrate! - Live (2005) |
| --- |
| (Indigo) 1. Tarry Trousers 2. Don't Come Again 3. Folk Raider 4. Goldwatch Blues 5. Shut Up And Dance 6. Weaver's Reel 7. Raggle Taggle Gypsy 8. Star Of The County Down 9. Silence 10. Queen Of Argyll 11. Johnson Boys 12. Celebrate 13. Mary Mack 14. Too Drunk 15. Part Of It 16. Fiddler's Green 17. Blarney Roses |

| • Drive Me Mad! (2007) |
| --- |
| (Indigo) 1. Irish Air 2. Folk's Not Dead 3. The Night Pat Murphy Died 4. Salonica 5. Rollin' 6. When Will We Be Married 7. Another Spring Song 8. Bretonix 9. Lukey 10. Marie's Wedding 11. Long Gone 12. I'm Here Because I'm Here 13. All These Feelings 14. (You) Drive Me Mad 15. Captain Song 16. Into Your Mind 17. Shamrock Tunes 18. Don't Let Go 19. Whack Me 20. Creel 2007 |

| • Sport Day at Killaloe (2009) |
| --- |
| (Indigo) 1. Bugger Off 2. Bottom Of Our Glass 3. Life Full Of Pain 4. Sports Day Theme 5. Sporting Day 6. Empty Pockets, Empty Fridge 7. Change 8. Down By The Hillside 9. Highland Road 10. Rose In The Heather 11. Bold O'Donahue 12. This Old Man 13. 7 Drunken Sailors 14. Dead End Street 15. Mrs. McGrath 16. Strike Back 17. Friendly Reunion 18. Once In A While 19. Apology |

| • Folk's Not Dead - Live (2010) |
| --- |
| (Indigo) 1. Life Full Of Pain 2. Sporting Day 3. Folk's Not Dead 4. Lanigan's Ball 5. Irish Air 6. Mrs. McGrath 7. All These Feelings 8. Bottom Of Our Glass 9. Bretonix 10. Marie's Wedding 11. Rose In The Heather 12. Another Spring Song 13. The Night Pat Murphy Died 14. Rocky Road To Dublin 15. Captain Song 16. Bugger Off 17. Blarney Roses |

| • Wall of Folk (2011) |
| --- |
| (Indigo) 1. Wall Of Folk 2. P Stands For Paddy 3. Country Of Plenty 4. Fields Of Green / Nie zu spät 5. Victor And His Demons 6. Irish Rover 7. Scolding Wife 8. Greens And Fellows 9. Lost To The Moon 10. Tam Lin 11. Walking High 12. Milk The Damn Cash Cow 13. Hangman's Lullaby 14. Dirty Old Town |

| • Acoustic Pub Crawl: Live unplugged (2012) |
| --- |
| (Indigo) 1. Irish Rover 2. The Jolly Beggar 3. Rose In The Heather 4. Days Of Yore 5. Charlie 6. As I Roved Out 7. The Creel 8. Don't Come Again 9. Cripple Creek 10. Empty Pockets, Empty Fridge 11. Highland Road 12. Folk's Not Dead 13. Apology 14. Strike Back 15. Freeman 16. Mary Mack 17. Bugger Off |

| • Winners and Boozers (2013) |
| --- |
| (Indigo) 1. A Night In Dublin 2. A Bottle A Day 3. No Lullaby 4. Old Dun Cow 5. We Don't Care 6. Raise Your Arms 7. The More The Merrier 8. Buccaneer 9. Never Hide 10. Song For The Living 11. No More Pawn 12. Maria 13. Blacksmith Reel 14. Don't Look Back 15. Old Polina 16. Into The Sunset Again |

| • 25 Blarney Roses: Die Jubilaeumscompilation (2015) |
| --- |
| (Indigo) 1. Take Me Back (new song) 2. Rocky Road To Dublin (new recording) 3. Victor And His Demons 4. Yindy 5. Old Dun Cow 6. Folk's Not Dead 7. Long Gone 8. We Don't Care 9. Greens And Fellows 10. A Night In Dublin 11. Never Hide 12. Another Spring Song 13. The Night Pat Murphy Died 14. A Bottle A Day 15. Bugger Off 16. Burning The Night (new song) 17. Blarney Roses (new recording) |

| • 25 Blarney Roses: Live in Cologne (2015) |
| --- |
| (Indigo) 1. Take Me Back 2. Scolding Wife 3. A Bottle A Day 4. Walking High 5. The More The Merrier 6. Jump 7. Greens And Fellows 8. Down By The Hillside 9. Dublin Streets / Irish Washerwoman 10. A Night In Dublin 11. We Don't Care 12. Never Hide 13. Old Dun Cow 14. Folk's Not Dead 15. Burning The Night 16. Yindy 17. Victor And His Demons 18. Blarney Roses |

| • Devil's Dozen (2016) |
| --- |
| (Indigo) 1. Devil's Dozen 2. Bottoms Up 3. Down 4. Boat On The River 5. Perfect Gang 6. Leaving Of Liverpool 7. Johnny 8. Bad Boys 9. Blame It On Me 10. All The Way 11. Mr. Tickle 12. Here We Go Again 13. We Won't Die Tonight |

| • Heyday (2019) |
| --- |
| (Indigo) 1. The Freak Of Enniskillen 2. No Anthem 3. Limerick Style 4. Farewell 5. Born To Be A Rover 6. The Congress Reel 7. Sláinte 8. Better You Say No 9. Cheer Up 10. One Fine Day 11. John Kanaka 12. Heyday 13. Steady Flow 14. Together As One |

| • Acoustic Pub Crawl II: Live in Hamburg (2020) |
| --- |
| (Indigo) 1. Devil's Dozen 2. Matty Groves 3. Buccaneer 4. The Night Pat Murphy Died 5. Mr. Tickle 6. Down 7. The Wind That Shakes The Barley 8. A Night In Dublin 9. Blame It On Me 10. Bottoms Up 11. I'm Here Because I'm Here 12. Walking High 13. Yindy 14. Never Hide 15. Star Of The County Down 16. Victor And His Demons |

| • 3 Cheers for 30 Years (2020) |
| --- |
| (Indigo) 1. Whiskey In The Jar 2. Auld Lang Syne 3. The Galway Girl 4. All For Me Grog 5. Haul Away, Joe 6. The Wild Rover 7. Wild Mountain Thyme 8. The Drunken Sailor 9. Seven Drunken Nights 10. Molly Malone 11. Greensleeves |

| • Seven Holy Nights (2022) |
| --- |
| (Indigo) 1. Merry Christmas Everyone 2. Merry Christmas Everybody 3. Mull Of Kintyre 4. I Saw Three Ships 5. Twelve Days Of Christmas 6. God Rest Ye Merry, Gentlemen 7. Lord Of The Dance 8. White Christmas 9. Danny Boy 10. Stop The Cavalry 11. Jingle Bells 12. Rudolph, The Red-Nosed Reindeer 13. Seven Holy Nights |

| • The Green Machine (2023) |
| --- |
| (Indigo) 1. Shanghaied In Portsmouth 2. The Bog 3. A Good Old Irish Bar 4. My Fairy Of The West 5. I Don't Like Alcohol 6. A Fleecy Cloud 7. Ready For The Ball 8. May The Road Rise Up To Meet You 9. I Need A Volunteer 10. Hangover 11. Muirsheen Durkin 12. The Parting Glass |

## Videografia
DVD
- 2005: Celebrate!
- 2005: Jubilate! (directe)
- 2010: Folk's not dead (directe), per la celebració del 20è aniversari.
- 2015: 25 Blarney Roses: Live in Cologne (directe)